# Desmodus
Desmodus — род летучих мышей из подсемейства десмодовых (Desmodontinae) семейства листоносых летучих мышей, питающихся кровью. Включает 1 ныне существующий (обыкновенный вампир) и 3 ископаемых вида. Известны из Южной, Центральной и Северной Америк от 2,588 миллионов лет назад до наших дней.

## Виды
- † Desmodus archaeodaptes Morgan et al., 1988
- † Desmodus draculae Morgan et al., 1988
- Desmodus rotundus Geoffroy, 1810 (обыкновенный вампир)
- † Desmodus stocki Jones, 1958